# Oshawa
Oshawa és una ciutat localitzada a la província canadenca de Ontario (43° 00′ N, 78° 00′ O / 43.000°N,78.000°O). La seva àrea és de 145,65 km², la seva població és de 139.051 habitants, i la seva densitat poblacional és de 955 hab/km² (segons el cens canadenc de 2001). La ciutat va ser fundada el 1842, i incorporada al 8 de març de 1924. És la major comunitat de la Municipi Regional de Durham. No obstant això se la considera habitualment part de la regió metropolitana de Toronto, Oshawa és el centre d'una regió metropolitana a part de Toronto, que té 296.298 habitants.

## Ciutats veïnes
|  |  |  |
|  |  |  |
|  |  |  |